# Талбот, Томас (Верхняя Канада)
Томас Талбот (19 июля 1771 — 5 февраля 1853) — канадский военный и политик ирландского происхождения.

## Ранние годы
Талбот родился в замке Малахайд недалеко от Дублина, Ирландия. Был четвёртым сыном Ричардома Талбот и его жены Маргарет Талбот, 1-й баронессы Талбот Малахайд. Ричард Талбот, 2-й барон де Талбот Малахайд и сэр Джон Талбот были его старшими братьями. В двенадцать лет был произведен в прапорщики, в шестнадцать лет отправлен на службу помощником своему родственнику, лорду-наместнику Ирландии. Действительную военную службу проходил в Голландии и Гибралтаре.

## Канада
Талбот эмигрировал в Канаду в 1791 году, где стал личным секретарем Джона Грейвса Симко, вице-губернатора Верхней Канады. После возвращения в Англию Талбот убедил правительство позволить ему реализовать схему заселения земель вдоль берега озера Эри . В 1803 году его прошение о приобретении 5000 акров земель было удовлетворено, Талбот выбрал территорию в округе Элгин и прилегающих поселках Данвич и Алборо. 21 мая 1803 года Томас Талбот высадился с корабля в месте, которое позже было названо портом Талбот, и построил первый бревенчатый дом. Позже рядом были построены лесопилка, лавка бондаря, кузница, и птичник вместе с сараем. В 1809 году начали прибывать поселенцы и была достроена мельница.
На этой территории Талбот правил как абсолютный властелин, на свой выбор раздавал узкие полоски земли поселенцам, в число которых решительно не включал американцев, либералов или кого-либо недостаточно почтительного. За каждого поселенца которому он выделил 50 акров (200000 м²) земли, Талбот получал дополнительно 200 акров (0,81км²) для себя. Он стремился создать постоянные и компактные поселения. Одним из условий, которые Талбот ставил перед поселенцами, при предоставлении безвозмездных 50 акров земли, было право на приобретение дополнительных 100 акров по 3 $ за акр, и обещание построить дорогу к каждой ферме в течение трех с половиной лет. Вторым условием было строительство небольшого дома, зачистка и засев минимум 10 акров земли.
В результате дорожных работ поселок стал известен своими хорошими дорогами, называемыми «Talbot Road» . К концу 1820-х годов полковник Томас Талбот организовал строительство 300 миль дороги, связывающей реку Детройт и озеро Онтарио, что стало частью великого предприятия заселения юго-запада полуострова. К 1820 году все земли первоначально выделеные Талботу были заселены. С 1814 по 1837 годы на них поселились 50, 000 человек на 650000 акрах (2,600 км²) земли в районе реки Темс. Большинство поселенцев были родом из Америки. К 1826 году Талбот сумел обеспечить землей около 20 000 иммигрантов.
Правительство отметило проделанную Талботом работу и назначило его управителем юго-западной части провинции. Это дало возможность Талботу продлить дорогу (Talbot road) до Лонг Пойнт, региона в районе реки Детройт. В 1823 году Талбот решил назвать порт в честь своего друга барона Эдварда Джорджа Стэнли, 14-го графа Дерби, чей сын, Фредерик Артур Стэнли в последующем стал генерал-губернатором Канады и приобрел кубок, ставший самым престижным хоккейным трофеем, который до сих пор носит его имя (Кубок Стэнли). Согласно решению Палаты Собраний 1836 года о праве собственности, 5280000 акров (21,400 км²) земли и расположенные на них двадцать девять поселков были во владении Талбота.
Правление Талбота считался деспотичным. Например, если он был недоволен кем-либо из поселенцев, Талбот мог удалить все его регистрационные данные. Тем не менее, его настойчивость в строительстве и содержании хороших дорог и сбор налогов для короны и церкви от эксплуатации дорог, быстро привели к тому, что земли под его управлением становятся наиболее зажиточной частью провинции. В конце концов, однако, Талбот начал делать политические требования поселенцам, после чего его влияние было уменьшено правительством провинции. Злоупотребление Талботом властью является одним из факторов приведших к восстанию в Верхней Канаде в 1837 году.
Дом Талбота в Порт-Толбот назывался Малахайд (был разрушен в 1997 году, что вызвало большой общественный резонанс). Талбот умер в доме Джорджа Макбета в Лондоне, Онтарио в 1853 году. Похоронен на кладбище англиканской церкви рядом с Тирконнеле, Онтарио в графстве Элгин, могила с видом на любимое им озеро Эри.

## Память
Талботвиль (коммуна Саутволд, Онтарио) и город Санкт-Томас, Онтарио были названы в его честь, а также Colonel Talbot Road и Талбот-стрит в Лондоне и Сент-Томасе.